# NGC 3468
NGC 3468 est une vaste galaxie lenticulaire située dans la constellation de la Grande Ourse. NGC 3468 a été découverte par l'astronome germano-britannique William Herschel en 1787.

## Caractéristiques

### Distance
Sa vitesse par rapport au fond diffus cosmologique est de 7 769 ± 18 km/s, ce qui correspond à une distance de Hubble de 114,6 ± 8,0 Mpc (∼374 millions d'al).
À ce jour, une mesure non basée sur le décalage vers le rouge (redshift) donne une distance d'environ 108,000 Mpc (∼352 millions d'al). Cette valeur est à l'intérieur des valeurs de la distance de Hubble. Notons cependant que c'est avec la valeur moyenne des mesures indépendantes, lorsqu'elles existent, que la base de données NASA/IPAC calcule le diamètre d'une galaxie et qu'en conséquence le diamètre de NGC 3468 pourrait être d'environ 56,8 kpc (∼185 000 al) si on utilisait la distance de Hubble pour le calculer.

### Un blazar
Selon la base de données Simbad, NGC 3468 est une galaxie active contenant un blazar.